# Lambis truncata
Lambis truncata е вид морско коремоного от семейство Тропически раковини (Strombidae).

## Описание
Видът е най-големият от всички паяковидни охлюви. Раковината му достига до 40 cm.
Известни са два подвида на гигантския охлюв паяк:
- Lambis truncata sebae (Kiener, 1843)
- Lambis truncata truncata (Humphrey, 1786)

## Географско разпространение
Видът обитава тропическите води на Индийския океан – от бреговете на Танзания и Мадагаскар до архипелага Чагос.

## Екологични особености
Обитава дъното на водните басейни на дълбочина до 50 метра. Охлювите са хищници.